# Fluorid chlorečný
Fluorid chlorečný je interhalogen se vzorcem ClF5. Je to bezbarvý plyn se silnými oxidačními účinky. Molekula má tvar čtvercové pyramidy se symetrií C4v, což bylo potvrzeno pomocí 19F NMR spektroskopie.

## Příprava
Lze jej připravit fluorací chloru nebo některého nižšího interhalogenu:
Cl2 + 5 F2 → 2 ClF5
ClF + 2 F2 → ClF5
ClF3 + F2 → ClF5
Některé tetrafluorochloritany alkalických kovů reagují s fluorem za vzniku fluoridu chlorečného, tato reakce je katalyzovaná fluoridem nikelnatým:
CsClF4 + F2 → CsF + ClF5

## Reakce
S vodou reaguje velmi exotermně, vzniká fluorovodík a fluorid chlorylu:
ClF5 + 2 H2O → HF + ClO2F
Je to velmi silné fluorační činidlo, za laboratorní teploty fluoruje všechny prvky, kromě vzácných plynů, dusíku, kyslíku a fluoru.
S AsF5 a SbF5 tvoří adukty v poměru 1:1, které mají iontové složení [ClF4][MF6].